# Scenopinus umkomaasensis
Scenopinus umkomaasensis är en tvåvingeart som beskrevs av Kelsey 1976. Scenopinus umkomaasensis ingår i släktet Scenopinus och familjen fönsterflugor. Inga underarter finns listade i Catalogue of Life.